# Gesoriacum
Gesoriacum è l'antico nome latino dell'attuale città di Boulogne-sur-Mer, in Francia, che prese il nome di Bononia nel III secolo.

## Toponimo
Boulogne-sur-Mer fu dapprima chiamata in latino Gesoriacum, sotto l'imperatore Claudio, poi Bononia o Bolonia verso il III secolo. Sotto l'impero romano Gesoriacum divenne il porto principale della flotta chiamata Classis Britannica.
Portus Itius, citato da Giulio Casare nel de Bello Gallico, come il luogo di imbarco del suo esercito per le spedizioni in Britannia è stato identificato, secondo un'ipotesi con l'attuale città bassa di Boulogne.
Un'altra ipotesi è che il punto di imbarco delle truppe romane verso l'Inghilterra possa essere stata una spiaggia a dodici miglia a nord di Boulogne, a Wissant (identificato nella chanson de Roland col suo nome sassone 'Wit-sand', sabbia bianca). Cambiamenti significativi nella costa del Mare del Nord in questa zona hanno coperto o eroso i siti portuali dell'epoca.
Altri hanno identificato Portus Itius con Cap Blanc Nez.

## Storia

### Gesoriacumnel I secolo
Il sito dell'attuale città di Boulogne era abitato originariamente dai Morini, un popolo celtico. Fu scelto da Giulio Cesare, nel 55 a.C., per preparare la sua Invasione romana della Britannia, una spedizione descritta nel de Bello Gallico. Cesare si sarebbe accampato nel sito attuale della città vecchia. 

#### La costruzione dellaTour d'Ordre
Fu a Gesoriacum che i Romani, per ordine di Caligola stesso, secondo Svetonio (Vita di Caligola, capitolo XLVI), costruirono "una torre molto alta ... come sulla cella di un Faro", in vista di una spedizione in Britannia. Questa costruzione testimonia dell'importanza che i Romani attribuivano a questo sito portuale. Boulogne rimase famosa fino al Medioevo per questo faro romano, la tour d'Ordre, situato sull'alta scogliera vicino alla spiaggia. Essa consisteva in una torre in muratura a più piani, di dimensioni via via più piccole salendo e in cima alla quale ardeva un fuoco.

#### Il punto di partenza per la conquista della Britannia
Nel 43 l'imperatore Claudio, iniziò la conquista della Britannia. Punto di passaggio di uomini e merci, sede del portorium e stazione del Cursus publicus, Gesoriacum fu dal I al III secolo, la sede della Classis Britannica, flotta militare romana che controllava lo stretto di Dover. Era il capolinea della Via Agrippa del Mare del Nord.
Politicamente e amministrativamente, Gesoriacum, porto militare sotto l'autorità del prefetto della flotta, dipendeva tra il I ed il III secolo dalla capitale amministrativa della civitas dei Morini, Thérouanne.

### Il ruolo di Gesoriacum nel III secolo
Alla fine del III secolo, il prefetto Carausio, originario del popolo dei Menapi, comandante della flotta di Gesoriacum e sospettato di complicità con i pirati Franchi, si separò dall'impero e prese il controllo della Britannia e della Gallia settentrionale. Il tetrarca Costanzo Cloro riuscì a riconquistare  Gesoriacum solo dopo molte difficoltà, nel 294, e furono necessari altri due anni per eliminare dalla Gallia il resto delle truppe ribelli e preparare un'invasione della Britannia. La sua flotta salpò da Gesoriacum nel 296, divisa in due gruppi, uno diretto da Costanzo stesso, l'altro dal suo prefetto, Giulio Asclepiodoto. Una fitta nebbia costrinse la flotta di Costanzo a tornare in Gallia, ma permise all'altra di approdare senza essere individuata, consentendo ad Asclepiodoto di riconquistare la Britannia.
Alla fine del terzo o all'inizio del IV secolo la civitas dei Morini fu divisa e Gesoriacum, che aveva cambiato nome in Bononia divenne autonoma.
Nel V o VI secolo Zosimo menziona gli abitanti di Bononia come germanici, il che indicherebbe un apporto locale di popolazioni franche germanofone. Queste potrebbero essere state installate come federati tra il 250 e il 350 dai Romani, oppure essersi stanziate nella zona al tempo della grande invasione del V secolo.

## I resti
Poche sono le tracce rimaste di Gesoriacum. Il centro storico di Boulogne è circondato da bastioni costruiti tra il 1227 e il 1231, esattamente sui confini del castrum romano di Bononia. I bastioni, interrotti da quattro porte, formano un quadrilatero le cui fondamenta risalgono all'epoca del quartier generale della Classis Britannica.
Il 29 luglio 1644 un blocco di roccia calcarea della falesia franò, portando via parte della Tour d'Ordre. Il crollo fu dovuto all'erosione del litorale sotto l'azione del mare. I resti rimasero visibili fino al 1930.

Nel 1980 i resti di quello che potrebbe essere un quartier generale romano furono identificati dagli archeologi nell'attuale città alta di Boulogne.
- La tour d'Ordre nel 1550 di Pierre Haultin (collezione d'Anville, Gallica).
- La tour d'Ordre, su una mappa del porto e della città di Boulogne nel 1544 (ibidem).
- La Tour d'Ordre nel XVIII secolo (ibidem).